# حصار الخرطوم
حصار الخرطوم (بالإنجليزية: Siege of Khartoum)‏ ، حدثت حصار الخرطوم من عام 1884 إلى عام 1885 ، والتي أنتهت بانتصار الثوار التابعين لمحمد أحمد المهدي ، ومقتل تشارلز جورج غوردون على أيدي الثوار داخل ساحة القصر في مدينة الخرطوم.

## للمزيد من القراءة
- Asher، Michael (2005). Khartoum: The Ultimate Imperial Adventure. London: Penguin. ISBN:0-14-025855-8.